# Yosif Ayuba
Yosif Ayuba, född 30 november 1990, är en beninsk-svensk före detta fotbollsspelare. 
Ayuba spelade för Djurgårdens IF mellan 2009 och 2012. Han spelade under säsongen 2014 för Skellefteå FF.

## Karriär
Yosif Ayuba kom till Sverige från Benin som tonåring och upptäcktes av Vasalunds IF som värvade honom till klubben 2008. Han var ordinarie i klubben under våren 2009. Som 18-åring skrev Ayuba i slutet av juni 2009 på ett 3,5-årskontrakt med Djurgårdens IF. Ayubas första allsvenska mål kom när han sköt 1–0 till Djurgården i den viktiga 2–0-segern borta mot Helsingborgs IF i Henrik Larssons avskedsmatch på Olympia den 28 oktober 2009. 
Under säsongerna 2010 och 2011 blev det endast fyra allsvenska matcher för Ayuba och strax efter säsongen 2011 meddelade lagets tränare att Ayuba – tillsammans med ytterligare tre spelare (Johan Oremo, Kennedy Igboananike och Jani Lyyski) – inte tillhörde Djurgårdens framtid. Han blev i mars 2012 utlånad till division 1-klubben Väsby United på ett låneavtal över säsongen 2012.
Den 30 mars 2014 skrev Ayuba, som under 2013 hade ett sabbatsår från fotbollen, på ett 1-årskontrakt med Skellefteå FF. Efter säsongen 2014 valde Ayuba att lämna Skellefteå och flytta tillbaka till Stockholm. I mars 2015 blev Ayuba klar för Huddinge IF.

## Seriematcher och mål
- 2012: –
- 2011: 0 / 0 (allsvenskan, DIF)
- 2010: 4 / 0 (allsvenskan, DIF)
- 2009: 23 / 1, varav 13 / 0 (superettan, Vasalunds IF) och 11 / 1 (allsvenskan, DIF)